# Ctenomys bonettoi
Ctenomys bonettoi is een zoogdier uit de familie van de kamratten (Ctenomyidae). De wetenschappelijke naam van de soort werd voor het eerst geldig gepubliceerd door Contreras & Berry in 1982.

## Voorkomen
De soort komt voor in Argentinië.